# Сенец
Се́нец (словац. Senec, нем. Wartberg, венг. Szenc) — город в западной Словакии в 25 км. от Братиславы. Население — около 19 тыс. человек.

## История
Сенец впервые упоминается в 1252 году в письме братиславского графа Роланда. В 1480-х годах Сенец получает городские права. В XVIII веке город становится важным ремесленным центром, здесь строятся текстильные мануфактуры. В 1763 императрица Мария Терезия основывает здесь экономическую школу Collegium oeconomicum. В середине XIX века в городе проводилась добыча гравия для строительства железной дороги Братислава-Галанта, оставшиеся после этого карьеры постепенно превратились в группу водоёмов «Солнечные озёра».

## Население
| Год:                | 1994   | 2004    | 2014     | 2024     |
| ------------------- | ------ | ------- | -------- | -------- |
| Количество человек: | 14 831 | 15 193  | 18 208   | 20 234   |
| Разница:            |        | +2,44 % | +19,84 % | +11,12 % |

## Достопримечательности
- Церковь святого Николая – красивый исторический костёл с интересной архитектурой и атмосферой.
- Сенецкий замок – хотя его руины не так хорошо сохранились, это место интересно для любителей истории и архитектуры.
- Площадь Святого Стефана – центральная площадь города, где проходят местные события и ярмарки.
- Местный музей – здесь можно узнать о истории и культуре региона.
- Памятники и мемориалы – в городе есть несколько памятников, посвящённых важным событиям и личностям в истории региона.